# Mesterholdenes Europa Cup i håndbold 1981-82 (mænd)
Mesterholdenes Europa Cup i håndbold 1981–82 for mænd var den 22. udgave af Mesterholdenes Europa Cup i håndbold for mænd. Turneringen havde deltagelse af 23 klubhold, som sæsonen forinden var blevet nationale mestre, og blev afviklet som en cupturnering, hvor opgørene blev afgjort over to kampe (ude og hjemme).
Turneringen blev vundet af Budapest Honvéd fra Ungarn, som i finalen over to kampe besejrede TSV St. Otmar St. Gallen fra Schweiz med 49-34. Det var første gang at et ungarsk hold vandt Mesterholdenes Europa Cup – Budapest Honvéd havde dog tidligere været i finalen, nemlig i sæsonen 1965-66.
Danmarks repræsentant i turneringen var Helsingør IF, som blev slået ud i semifinalen af de senere vindere fra Budapest Honvéd, som vandt med 46-44 over to kampe.

## Resultater

### 1/16-finaler
| Dato   | Dato      | Hjemmehold i 1. kamp | Udehold i 1. kamp        | Resultat | Resultat | Resultat |
| 1.kamp | 2.kamp    | Hjemmehold i 1. kamp | Udehold i 1. kamp        | Samlet   | 1.kamp   | 2.kamp   |
| ------ | --------- | -------------------- | ------------------------ | -------- | -------- | -------- |
| ?      | ?         | AS Ionikos           | Budapest Honvéd          | 33–76    | 22-39    | 11-37    |
| ?      | ?         | CSKA Sofia           | Beşiktaş JK              | 64–39    | 37-17    | 27-22    |
| ?      | 13.10.    | Blauw-Wit Beek       | Sporting Neerpelt        | 33–36    | 19-21    | 14-15    |
| ?      | 10.10.    | Brentwood HC         | HB Dudelange             | 44–57    | 25-32    | 19-25    |
| ?      | ?         | Maccabi Petah Tikva  | ASKÖ Linz                | 45–55    | 27-28    | 18-27    |
| ?      | 10.10.    | Sjundeå IF           | Nordstrand IF            | 42–42    | 20-15    | 22-27    |
| ?      | ?         | Cividin Trieste      | TSV St. Otmar St. Gallen | 38–41    | 23-21    | 15-20    |
| 3.10.  | 10-11.10. | Sporting CP          | USM Gagny                | 47–59    | 25-27    | 22-32    |

### 1/8-finaler
| Dato   | Dato   | Hjemmehold i 1. kamp     | Udehold i 1. kamp | Resultat | Resultat | Resultat |
| 1.kamp | 2.kamp | Hjemmehold i 1. kamp     | Udehold i 1. kamp | Samlet   | 1.kamp   | 2.kamp   |
| ------ | ------ | ------------------------ | ----------------- | -------- | -------- | -------- |
| ?      | ?      | Budapest Honvéd          | USM Gagny         | 58–55    | 34-28    | 24-27    |
| ?      | ?      | CSKA Sofia               | Vikingarnas IF    | 42–43    | 24-21    | 18-22    |
| ?      | ?      | Helsingør IF             | Sporting Neerpelt | 45–37    | 26-16    | 19-21    |
| ?      | ?      | HB Dudelange             | VSŽ Košice        | 30–56    | 15-31    | 15-25    |
| ?      | ?      | RK Borac Banja Luka      | ASKÖ Linz         | 63–44    | 32-22    | 31-22    |
| ?      | ?      | SC Magdeburg             | TV Grosswallstadt | 30–31    | 15-13    | 15-18    |
| ?      | 21.11. | Víkingur                 | Atletico Madrid   | 36–38    | 14-15    | 22-23    |
| ?      | ?      | TSV St. Otmar St. Gallen | Sjundeå IF        | 59–40    | 28-24    | 31-16    |

### Kvartfinaler
| Dato   | Dato   | Hjemmehold i 1. kamp | Udehold i 1. kamp        | Resultat | Resultat | Resultat |
| 1.kamp | 2.kamp | Hjemmehold i 1. kamp | Udehold i 1. kamp        | Samlet   | 1.kamp   | 2.kamp   |
| ------ | ------ | -------------------- | ------------------------ | -------- | -------- | -------- |
| ?      | ?      | Vikingarnas IF       | Budapest Honvéd          | 55–67    | 28-27    | 27-40    |
| ?      | ?      | VSŽ Košice           | Helsingør IF             | 46–46    | 32-26    | 14-20    |
| ?      | ?      | TV Grosswallstadt    | RK Borac Banja Luka      | 34–31    | 19-16    | 15-15    |
| ?      | ?      | Atletico Madrid      | TSV St. Otmar St. Gallen | 39–40    | 21-18    | 18-22    |

### Semifinaler
| Dato   | Dato   | Hjemmehold i 1. kamp     | Udehold i 1. kamp | Resultat | Resultat | Resultat |
| 1.kamp | 2.kamp | Hjemmehold i 1. kamp     | Udehold i 1. kamp | Samlet   | 1.kamp   | 2.kamp   |
| ------ | ------ | ------------------------ | ----------------- | -------- | -------- | -------- |
| ?      | ?      | Helsingør IF             | Budapest Honvéd   | 44–46    | 23-22    | 21-24    |
| ?      | ?      | TSV St. Otmar St. Gallen | TV Grosswallstadt | 34–32    | 16-15    | 18-17    |

### Finale
| Dato   | Dato   | Hjemmehold i 1. kamp | Udehold i 1. kamp        | Resultat | Resultat | Resultat |
| 1.kamp | 2.kamp | Hjemmehold i 1. kamp | Udehold i 1. kamp        | Samlet   | 1.kamp   | 2.kamp   |
| ------ | ------ | -------------------- | ------------------------ | -------- | -------- | -------- |
| 2.5.   | 8.5.   | Budapest Honvéd      | TSV St. Otmar St. Gallen | 49–34    | 25-16    | 24-18    |